# Paul Philipp (Fußballspieler, 1950)
Paul Philipp (* 21. Oktober 1950 in Dommeldingen) ist ein ehemaliger luxemburgischer Fußballspieler und -trainer. Er ist seit dem 14. Februar 2004 Präsident des luxemburgischen Fußballverbandes (FLF).

## Spielerkarriere

### Verein
Philipp begann seine aktive Laufbahn im Seniorenbereich 1966 bei Avenir Beggen. Zur Mitte der Saison 1969/70 wechselte er nach Belgien zu Royale Union Saint-Gilloise. Von dort ging er 1974 zu Standard Lüttich, von wo er nach zwei Jahren zu Saint-Gilloise zurückkehrte. 1980 schloss er sich Sporting Charleroi an, wo er drei Jahre spielte. Er verließ Belgien und beendete bei Avenir Beggen 1985 seine Spielerkarriere. Mit Beggen gewann er zweimal die luxemburgische Meisterschaft und einmal die Coupe de Luxembourg.
1969 wurde er von der lothringischen Zeitung Le Républicain Lorrain zum Monsieur Football gewählt.

### Nationalmannschaft
Für die luxemburgische Nationalmannschaft bestritt Philipp zwischen 1968 und 1982 insgesamt 54 Länderspiele, in denen er vier Tore schoss. Darin enthalten sind auch zehn Spiele gegen B- und Amateur-Nationalmannschaften, die in der Statistik der FLF als offizielle Länderspiele gewertet werden.
Sein Debüt gab er am 20. November 1968 bei der 1:5-Niederlage im Freundschaftsspiel gegen Dänemark. Er beendete seine Länderspielkarriere am 27. April 1982 nach der 0:1-Niederlage gegen eine französische Amateurauswahl.

## Trainerkarriere
1985 löste Philipp den Interimstrainer Josy Kirchens als Coach der luxemburgischen Nationalmannschaft ab, die er bis 2001 trainierte. Von 87 Spielen unter seiner Regie gewann Luxemburg 3 Spiele. Hinzu kommen 8 Unentschieden.

## Funktionärskarriere
Philipp wurde im Februar 2004 in einer Kampfabstimmung gegen Amtsinhaber Henri Roemer zum Präsidenten des luxemburgischen Fußballverbandes FLF gewählt. Zuletzt wurde er im Oktober 2018 für eine fünfte Amtszeit wiedergewählt.

## Erfolge
- Luxemburgischer Meister: 1969 und 1984
- Luxemburgischer Pokalsieger: 1984
- Monsieur Football: 1969